# Jumo 205發動機
容克 Jumo 205航空發動機是服役柴油發動機中最著名的一款發動機，也是這半個世紀以來唯一成功的航空柴油發動機。 Jumo 204於1932年首次進入服役狀態。後續系列發動機分別的Jumo 206，Jumo 207與Jumo 208，雖然設計風格與機械增壓器的進氣口各有不同。該系列發動機量產900具左右。

## 設計與開發
1929年Jumo 204開發告一段落後，容克斯了解該發動機的輸出功率有加強空間，隨即進行後繼型號開發，初期代號Jumo 5。Jumo 5在1932年12月舉行首次試車儀式，1933年定名為Jumo 205；容克斯從1920年代至1930年代間開發的航空柴油發動機都是用水平對置二行程循環燃燒模式，該設計利用12個活塞來分享6個汽缸，採用頭對頭的對衝活塞設計配置。 這種不尋常的設計需要2個曲軸，在汽缸內一個曲軸位於底部另一個位於頂部然後藉於齒輪連接在一起。活塞在循環期間進行往復運動時。進氣與出氣口被放置於汽缸兩側。每個汽缸都會配備2具凸軸操作的注射幫浦，每個輸油管都有兩個噴嘴，每個汽缸總計有4個噴嘴。
由於這種二衝程設計，Jumos選用固定式的進氣與出氣口來替換閥門，但發現到這種設計的發動機似乎達到一個瓶頸點。而且平心而論該設計的容積效率並不夠好，要讓汽缸內可以完整運行；故開口的開啟與關閉都是同時啟動。也因為閥門被替換掉後所產生排煙過多與燃燒效率低落進而導致汽缸運作時清碳能力低落。
Jumo為了解決進出氣口的清潔問題花費極大心力。進氣口位於較低的活塞下方，排氣口則位於較高的活塞下方。下方曲軸則從後上方上揚11度做為排氣口，更重要的是為了增加清碳能力故，排氣口可以優先封閉。 This system made the two-stroke Jumos run as cleanly and almost as efficiently as four-stroke engines using valves, but with considerably less complexity.
然而該系統還是有些缺限。例如活塞如果沒有同時點火，那會讓活塞對另一個活塞進行提前越位導致發動機的運作受到干擾，這對該發動機是一種殘酷的諷刺。 另外，動力來源是源於兩具對衝式機軸完美的配合，但卻造成重量與複雜性的上揚，這種問題也發生在水平對置發動機上面。
在容克方面，要解決這些問題就意味著要在某種程度上要避免來自上方曲軸的推力。所有的配件包括燃油幫浦，燃油噴嘴與化油器都採為由下方曲軸啟動，由於的螺旋槳的傳動齒輪是與上方曲軸相連。故有3/4的螺旋槳推力是來自於上方曲軸。這意味者有將近一半的動力是被浪費掉的。
從理論而言，水平佈局發動機可以安裝在如民航飛機與轟炸機的厚重機翼內。但是化油器系統的問題使得發動機必須改為垂直配置此可以正常運作。

## 各式型號
Jumo 218為12汽缸型版本但未付諸生產，Jumo 223為24汽缸4機軸型有付諸於測試量產。
Napier & Son取得了Jumo 204與205的量產執照，納皮爾·奎維恩並在大戰爆發前生產少量的發動機。在戰爭末期，奎維恩採用3角鑲箝佈局的發動機，這是那時世上推力最強大的緊緻型柴油發動機。

## 應用
Jumo 205早期版本配備在Do 18水上飛機及Ju 86轟炸機等當時尚為民用機型的德製飛機上，而這些飛機大多由德國漢莎航空使用；柴油引擎的低耗油無疑地對飛機操作成本是大加分的優勢，當時統計在循行速度狀態時，平均每1匹德制馬力（PS）每小時耗油僅需218-231公克，最佳效率曾達到每小時211公克。然而在戰爭運用時，空用柴油引擎在動力輸出調節上較為遲鈍，對編隊甚至空戰防禦時都居於劣勢；因此Jumo 204系柴油引擎除了在巡邏機或長程偵察機以外並無廣泛利用。1930年代中後期，容克斯開始開發可在高空運作的空用柴油引擎，為Jumo 207發動機，屬於高高度型發動機。對於飛艇而言它是一款典型成功與完美的發動機，並有開發出專屬民用飛艇的布洛姆-福斯 Ha 139發動機。

### Applications list
- 布洛姆-福斯 BV 138（英语：Blohm & Voss BV 138）
- 布洛姆-福斯 Ha 139（英语：Blohm & Voss Ha 139）
- 布洛姆-福斯 BV 222
- Do 18（英语：Dornier Do 18）
- Do 26（英语：Dornier Do 26）
- Ju 86（英语：Junkers Ju 86）

## 主要性能參數 (Jumo 205 A)
数据来源 

### 基本参数
- 型号: 6汽缸12活塞液冷型對衝活塞（英语：opposed piston） inline二行程循環柴油發動機
- 腔径: 105 mm (4.13 in)
- 行程: 160 mm (6.3 in)
- 排量: 16.63 L (1,015 in³)
- 长度: 76.5 in (1,934 mm)
- 宽度: 21.54 in (547 mm)
- 高度: 52.17 in (1,325 mm)
- 干重: 595 kg (1,312 lb)

### 组件
- 供油系统: 燃料噴射裝置
- 油料类型: 柴油
- 油料系统: Forced with one pressure and two scavenge pumps
- 冷却系统: 液冷

### 性能
- 功率输出: 647 kW (867 hp) at 2,800 rpm
- 功率密度: 39.0 kW/L (0.86 hp/in³)
- 压缩比: 17:1
- 功率重量比: 1.09 kW/kg (0.66 hp/lb)

## 其他著名的相佐的活塞式发动机
- Commer TS3 "The Commer Knocker" commercial vehicle engine.
- 禮蘭汽車 L60 tank engine, used in the Chieftain tank. Similar in layout to the Junkers Jumo 205 and Napier Culverin.
- 勞斯萊斯 K60 engine, smaller and improved version of the L60 used in the FV430 series armoured fighting vehicles and Swedish tank Strv 103.
- Napier Deltic.
- 蘇維埃5TDF發動機配備於T-64主戰坦克。
- 蘇維埃6TD發動機配備於T-80主戰坦克，T-84主戰坦克與MBT 2000。
- Fairbanks Morse 38 8 1/8